# Titularbistum Iubaltiana
Iubaltiana war eine antike Stadt in der römischen Provinz Byzacena bzw. Africa proconsularis. Vermutlich können Ruinen in der Nähe von Kairouan im heutigen Tunesien mit ihr identifiziert werden.
Iubaltiana (ital.: Giubalziana) ist ein ehemaliges Bistum der römisch-katholischen Kirche und heute ein Titularbistum.
| Titularbischöfe von Iubaltiana |                                                   |                                                                   |                   |                   |
| Nr.                            | Name                                              | Amt                                                               | von               | bis               |
| 1                              | Francisco Juan Vénnera                            | emeritierter Bischof von San Nicolás de los Arroyos (Argentinien) | 15. Februar 1966  | 20. Dezember 1970 |
| 2                              | Manfred Müller                                    | Weihbischof in Augsburg (Deutschland)                             | 3. Januar 1972    | 16. Juni 1982     |
| 3                              | Karl Josef Rauber Titularerzbischof pro illa vice | Apostolischer Nuntius                                             | 18. Dezember 1982 | 14. Februar 2015  |
| 4                              | Luis Manuel Alí Herrera                           | Weihbischof in Bogotá (Kolumbien)                                 | 7. November 2015  |                   |